# شكوى عاشق

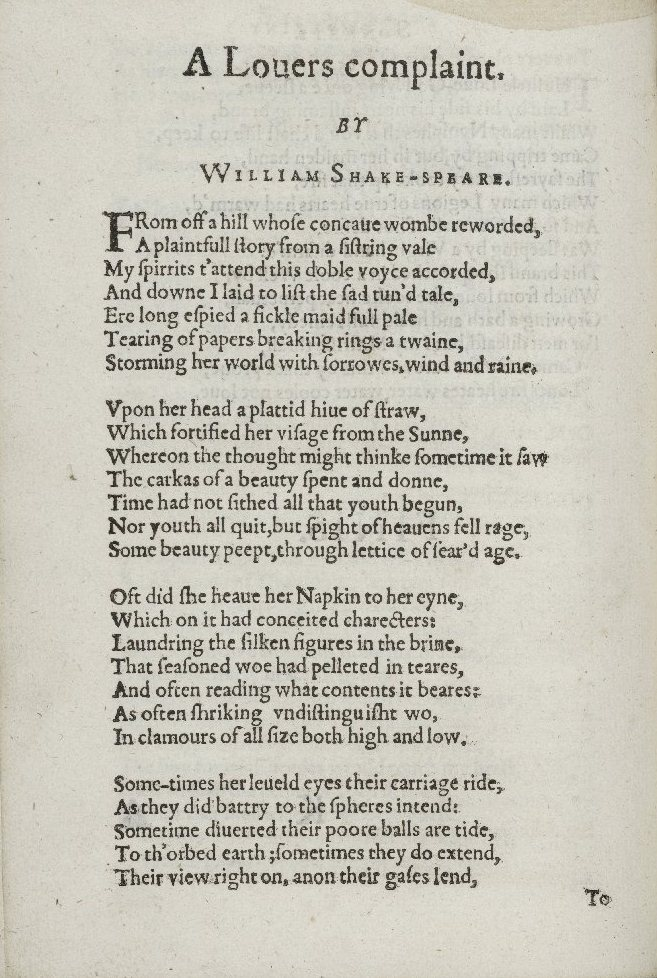
الصفحة الأولى من "شكوى عاشق" من سوناتات شكسبير، 1609

شكوى عاشق هي قصيدة سردية نشرت كخاتمة للنسخة الأصلية من سوناتات شكسبير، نشرها توماس ثورب في 1609.
على الرغم من نشره على أنه عمل شكسبير، إلا أن تأليف القصيدة أصبح مسألة نقاش. رأي الأغلبية هو أنه من قبل شكسبير؛ وإن كانت من نوعية رديئة مقارنة بأعماله الأخرى.